# Guillem Morro Veny
Guillem Morro Veny (Porreres, 1947) és un historiador mallorquí. És llicenciat en Belles Arts per la Universitat de Barcelona, en Filosofia i Lletres per la Universitat de les Illes Balears i doctor en Història per la Universitat de Barcelona. Professionalment vinculat a la investigació, la docència i l'escriptura. La seva especialitat és la Baixa edat mitjana.
Des de l'any 1989 participa en els Congressos d'Història de la Corona d'Aragó, i des del 2003 en els Congressos d'Història Marítima de Catalunya. Va participar l'any 2000 a la Diada de Mallorca (a la sala de plens del Consell Insular), amb una conferència, i també en la primera edició de les Jornades d'estudis locals de Manacor: cultura i territori. Col·labora fent conferències al Club Diario de Mallorca amb la Comissió Cívica Tricentenari 1715-2015, També, a la Casa de la Vila de Petra i Marratxí. Amb Pere Morey Servera, Bartomeu Mestre Sureda i Oriol Junqueras i Vies, participà en el documental «La Resistència», realitzat per Pere Sánchez, i en el col·loqui el dia de l'estrena. També es l'autor del guió i participa en el documental "Germania. El silenci trencat", dirigit per Pere Sánchez.
Ha guanyat el III Premi d'Investigació del Port de Tarragona, el V Premi de Recerca del Museu Marítim Josep Ricart i Giralt (2004), amb La marina catalana a mitjan segle xiv, i el Premi Pere Joan Llabrés (en els Premis de Maig del 2013 d'Inca). Des del 4 de juliol de 2015 i fins l'11 de desembre de 2016 fou president d'Esquerra Republicana de les Illes Balears. Ha publicat molts articles d'investigació, com Els mitjans econòmics del Sindicat de Fora (segles XIV-XVI) o El tractament historiogràfic de la revolta forana del segle XV, i també de divulgació històrica.

## Obra
- Simó Ballester i la Revolta dels Forans. Manacor(Mallorca): Patronat Municipal de Mallorquí, 1996. ISBN 84-88256-14-0
- L'edat mitjana: Banyalbufar i la seva història. Coord. Sebastià Serra Busquets, Ajuntament de Banyalbufar, 1998, ISBN 8493016500, pàgs. 109-147.
- El Reino de Mallorca unido a la Corona de Aragón. Historia de las Islas Baleares, vol. 8. Ed. Belladona, Palma, 2006, ISBN 978-84-95473-87-5, pàgs. 6-158.
- Mallorca a mitjan segle XV; el Sindicat i l'Alçament Forà. Palma: Edicions Documenta Balear, 1997. ISBN 84-475-0851-X
- L'Alçament Forà. Palma: El Tall, 1998. ISBN 84-87685-70-6
- Capdepera medieval: segles XIII i XIV. Palma: Edicions Documenta Balear, 2003. ISBN 84-95694-72-7
- La marina catalana a mitjan segle XIV. Barcelona. Museu Marítim de Barcelona. Barcelona, 2005. ISBN 84-932201-9-1
- Marratxí durant els segles medievals (1229-1500). Palma: Edicions Documenta Balear, 2006. ISBN 84-96376-65-6.
- Bartomeu Catany, un teòleg al servei del compromís i la concòrdia. Palma: Biografies de mallorquins, 23. Ajuntament de Palma, 2008. ISBN 978-84-89034-25-9
- La marina medieval mallorquina (1250-1450). Palma: Edicions Documenta Balear, 2010. ISBN 978-84-92703-48-7
- La marina de Tarragona en el segle XIV. La seva relació comercial amb Mallorca. Autoritat Portuària de Tarragona, Tarragona, 2010. ISBN 978-84-9791-885-5.
- Història de les dissensions civils en la Mallorca baixmedieval/History of the civil strifes in the late medieval Majorca. Palma: Edicions Documenta Balear, 2012: ISBN 978-84-15432-14-2. ISBN 978-8415432-14-2.
- History of the civil strifes in late medieval Majorca. Palma: Edicions Documenta Balear, 2012: ISBN 978-84-15432-14-2.
- La glòria dels vençuts. Palma: Lleonard Muntaner, Editor, 2015: ISBN 978-84-16116-95-9.
- La Diabòlica Secta Colombina. València: Calambur Editorial, 2019: ISBN 978-84- 8359- 486-5.
- Les revoltes populars a Mallorca: El conflicte de 1391. Forans contra Ciutadans (1450-1453). La Germania (1521-1523). Palma: Lleonard Muntaner, Editor, 2020: ISBN 978-84-17833-43-5.
- “Lo Poble era senyor de la Terra”. La Germania de Mallorca (1521-1523). Palma: Lleonard Muntaner, Editor, 2021: ISBN 978-84-17833-91-6.